# Honnahalli, Lingsugur
Honnahalli là một làng thuộc tehsil Lingsugur, huyện Raichur, bang Karnataka, Ấn Độ.